# Rotfibbla
Rotfibbla (Hypochaeris radicata) liknar mycket höstfibblan (Leontodon autumnalis), men har högre och grövre växt, små tunna fjäll mellan blommorna, och fruktens fjäderpensel skaftad. Den är inskränkt till södra Sverige (Götaland) samt södra och västra Norge. I Skåne är den inte sällsynt på betesmarker och gräsplaner.